# Růžovka

Oblasti výskytu růžovky

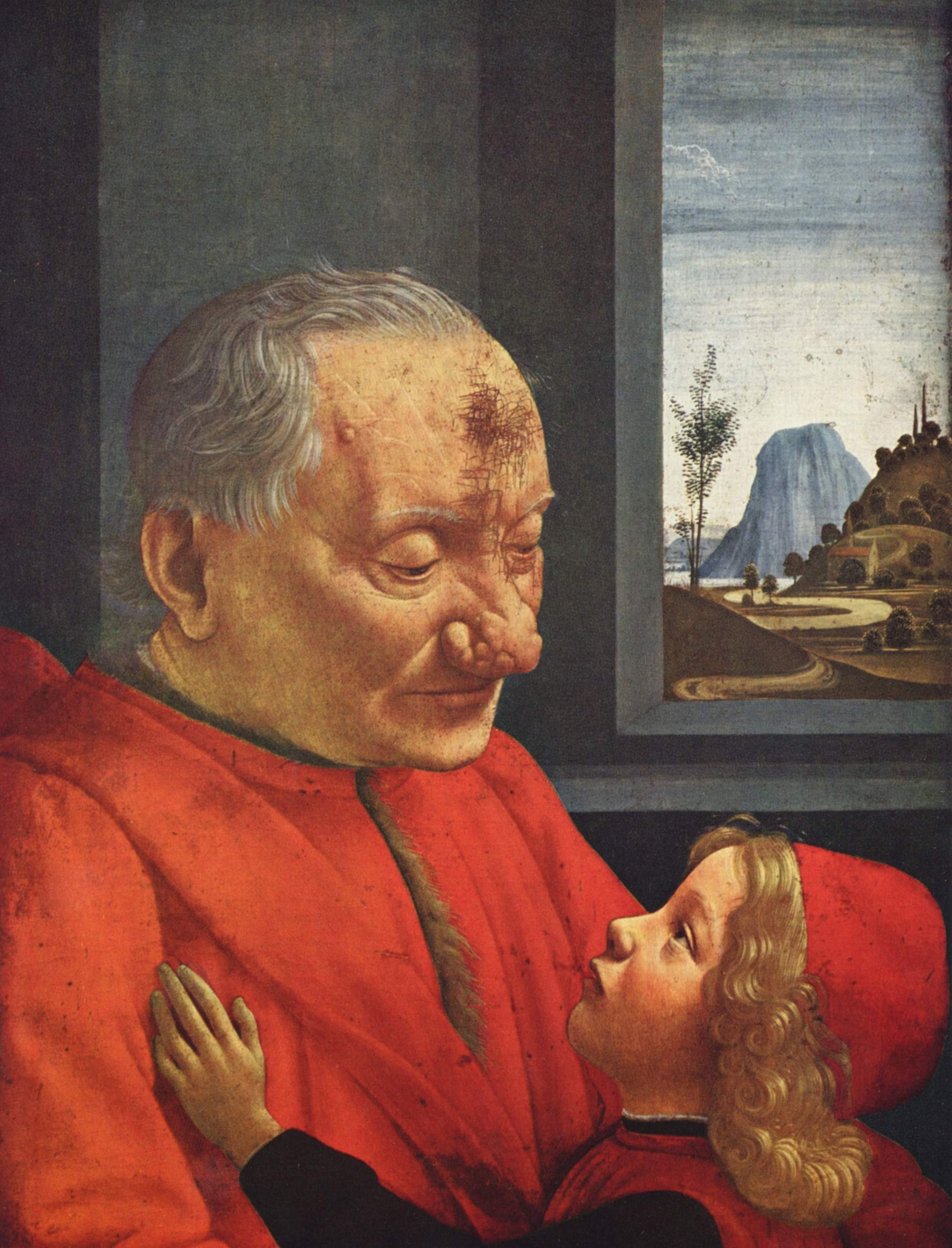
Neléčené zbytnění nosu u muže

Růžovka (latinsky rosacea) je chronické onemocnění kůže často nesprávně zaměňované s akné; protože se však na rozdíl od něj objevuje až ve středním věku, bývá někdy laicky označováno jako „akné dospělých“. V různých formách postihuje asi 10 % populace, častěji ženy než muže. Vyskytuje se v centrálních partiích obličej – zasahuje nos, tváře, bradu a čelo.

## Fáze
Má tři fáze:
- cévní
- zánětlivá
- fymatózní

## Projevy
Zpočátku se projevuje přechodným, později trvalým začervenáním a rozšířenými žilkami, poté otokem a tvorbou hnisavých puchýřů. Na nose a přilehlých tvářích může docházet ke zbytnění mazových žláz a bujení vaziva, čímž (častěji u mužů) vzniká houbovité ztluštění kůže (tzv. rhinophyma). Příčina onemocnění není známa, identifikovány jsou pouze faktory, které vývoj nemoci ovlivňují. Těmi mohou být: onemocnění trávicí soustavy (žaludek, slinivka břišní, žlučník), vysoký krevní tlak, kožní mikroby (roztoči, kvasinky) a dědičné vlivy.

## Léčba
Léčba může být:
- udržovací
- preventivní
- chirurgická (u těžších případů)

Léčba je velmi individuální a měl by o ní rozhodnout specialista, a to s ohledem na případné ostatní kožní onemocnění nebo celkový zdravotní stav pacienta.
Uvažuje se o možném vlivu Helicobacter pylori na onemocnění.

### Prevence
Preventivní péče tkví v nevystavování postižené pokožky nadměrně vysokým teplotám (sauna) nebo naopak mrazům; mechanickému podráždění (mnutí, tření, masáže, škrábání, peeling) i podráždění chemickému, např. dráždivými kosmetickými a hygienickými výrobky (aromatické spreje, laky na vlasy, mastné krémy, pleťové vody s obsahem alkoholu, mýdla s nízkým pH); vyhnutí se opalování a dlouhodobému slunečnímu působení (pokrývkou hlavy, slunečními brýlemi, šetrnými UV krémy); nepříznivý vliv má i nadměrné pocení.
Mezi často uváděné potenciální spouštěče růžovky patří též pití horkých nápojů, především ve spojitosti s obsahem kofeinu, jak tomu je u kávy a některých druhů čaje. Negativní vliv na růžovku má rovněž konzumace kořeněných jídel, mléčných výrobků, čokolády či alkoholu. Pozor je vhodné dávat i na potraviny s obsahem histaminu, jako jsou rajčata, ořechy nebo citrusy. 